# باركلي رونكير
آندرز كرستين باركلي رونكير (11 نوفمبر 1889 - 13 يونيو 1915) رحالة ومستكشف دنماركي سافر إلى شرق الجزيرة العربية عبر الأراضي العثمانية مبعوثا من الجمعية الجغرافية الملكية الدنماركية فزار الكويت و الرياض ثم الهفوف والبحرين.